# لاترزا
لاترزا (به ایتالیایی: Laterza) یک کومونه در ایتالیا است که در استان تارانتو واقع شده‌است. لاترزا ۱۵۹ کیلومتر مربع مساحت و ۱۵٬۲۹۰ نفر جمعیت دارد و ۳۴۰ متر بالاتر از سطح دریا واقع شده‌است.

## خواهرخوانده
شهر ستر، سوئد خواهرخواندهٔ لاترزا هست.